# Konciliarismus

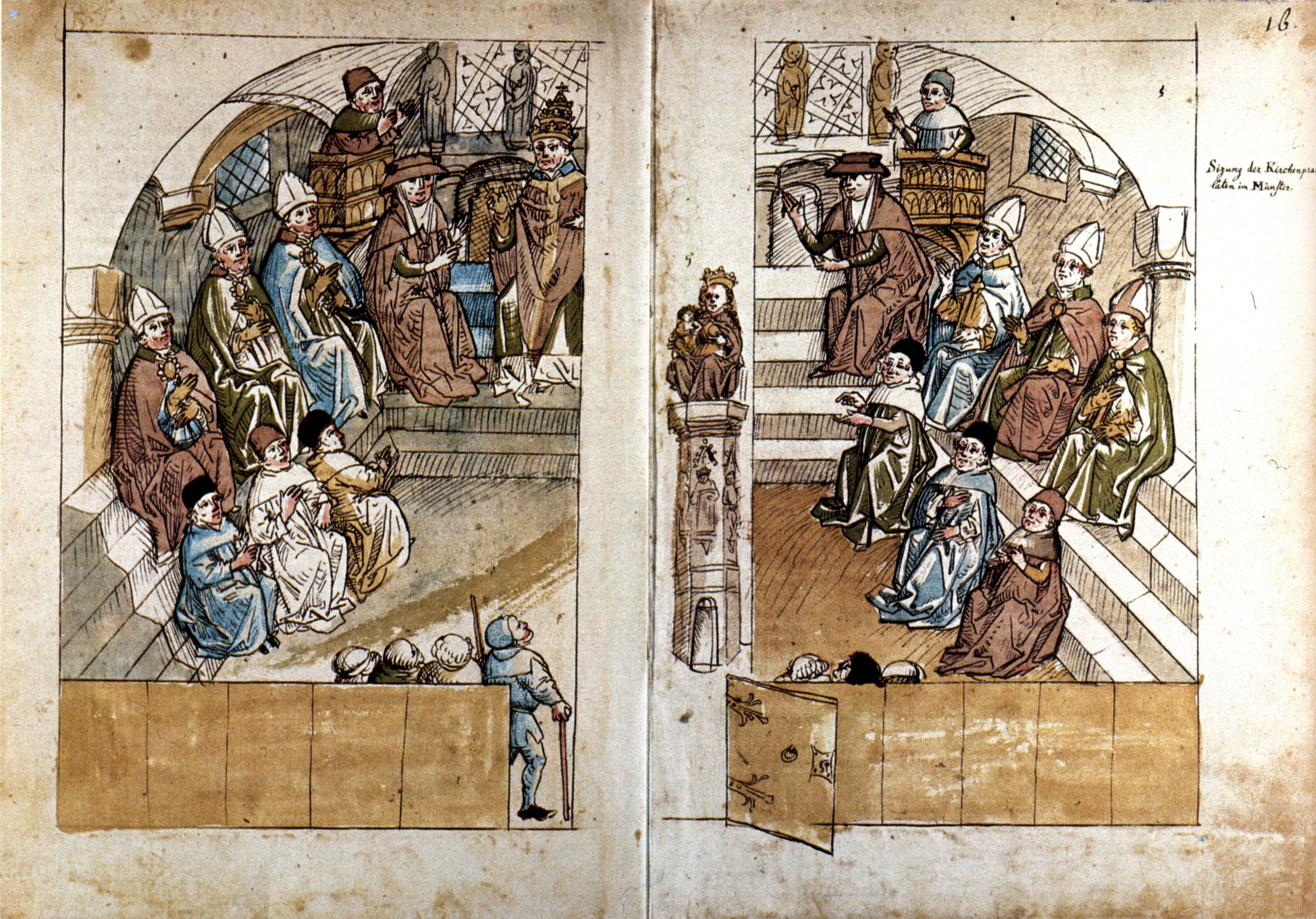
Zasedání Kostnického koncilu Kresba, kolem 1450 <

Konciliarismus (z latinského concilium, sněm) nebo také konciliární hnutí je myšlenkový proud v rámci západního křesťanství, který pokládá za nejvyšší autoritu všeobecný sněm (koncil) a nikoli papeže, který se za jistých okolností musí koncilu podřídit. Hnutí se rozvinulo za velkého západního schizmatu ve 14. století a vyvrcholilo na koncilech v Kostnici a v Basileji. Naopak na pátém lateránském koncilu (1512–1517) byl konciliarismus odmítnut. Myšlenky konciliarismu však opět ožívaly, například v josefinismu a zejména na Druhém vatikánském koncilu (1962–1965).

## Historie a argumenty
Myšlenka svrchovanosti církevních sněmů ve věcech víry se opírá o první společné jednání apoštolů, jak je líčí kniha Skutků (Sk 15,1-35; Ga 2,1-10). Vyhlásil ji sněm ve francouzském Arles roku 314 a zejména První nikajský koncil roku 325 v Nikaji. Myšlenka pak ožila v souvislosti s avignonským papežstvím (1305–1377). I když se papež Řehoř XI. (mimo jiné na naléhání císaře Karla IV.) roku 1377 vrátil z Avignonu do Říma, v následujícím roce vzniklo papežské schizma, kdy byli současně dva nebo i tři papežové, podporovaní různými panovníky. Bylo tedy zřejmé, že schizma může vyřešit jen obecný koncil. Po neúspěchu koncilu v Pise (1409) pak Kostnický koncil (1414–1418) roku 1415 tento názor dekretem Haec sancta schválil, schizma volbou Martina V. skutečně 1417 ukončil a v dekretu Frequens předepsal pravidelné svolávání církevních sněmů. Stejný názor potvrdil i následující koncil v Basileji a Ferraře (1431–1449). V dalším období však získali opět převahu zastánci papežské svrchovanosti a Pátý lateránský koncil (1512–1517) konciliarismus odmítl a odsoudil, což také přispělo k roztržce s německou reformací.
Mezi hlavní zastánce radikálního konciliarismu patřili například Marsilius z Padovy a William Ockham. Argumentovali tím, že církev je sbor věřících, jíž Kristus slíbil svoji trvalou podporu (viz Mt 28,20), a která se tedy – na rozdíl od jednotlivce – nemůže mýlit. Jejich odpůrci tuto argumentaci odmítali s odkazem na jiná místa v evangeliích, kde Ježíš svěřuje církev přímo apoštolu Petrovi (Mt 16,18; J 21,15). Jiní významní teologové, například kancléři pařížské univerzity Pierre d'Ailly a Jean Gerson (známí z procesu s Janem Husem) nebo později Mikuláš Kusánský, nicméně konciliární myšlenku zastávali jako výraz jednoty církve, ne jako oslabení papežství.
Radikální konciliarismus Marsiliův a Ockhamův byl totiž také pokračováním boje o investituru, snahou oslabit nezávislost církve na panovnících a pořídit ji vznikajícím absolutistickým státům. Na jedné straně francouzští králové, kteří se nechtěli smířit se ztrátou vlivu v Avignonu, na druhé straně němečtí císařové – s čestnou výjimkou Karla IV. – usilovali o to, aby se biskupové opět dostali do podřízeného postavení, což se později také stalo vznikem národních církví v reformaci. Z podobného důvodu podporoval konciliární snahy i rakouský josefinismus a italské protipapežské hnutí v 19. století. Na to reagoval První vatikánský koncil vyhlášením papežské neomylnosti. Konciliární myšlenka je stále živá ve východní církvi, je blízká anglikánské církvi a podporuje ji i řada soudobých teologů, například Hans Küng. V umírněné podobě ji vyjádřil Druhý vatikánský koncil v dekretu Lumen gentium, její konciliaristický výklad však omezil papež Pavel VI.